# Rantzauer Papiermühle

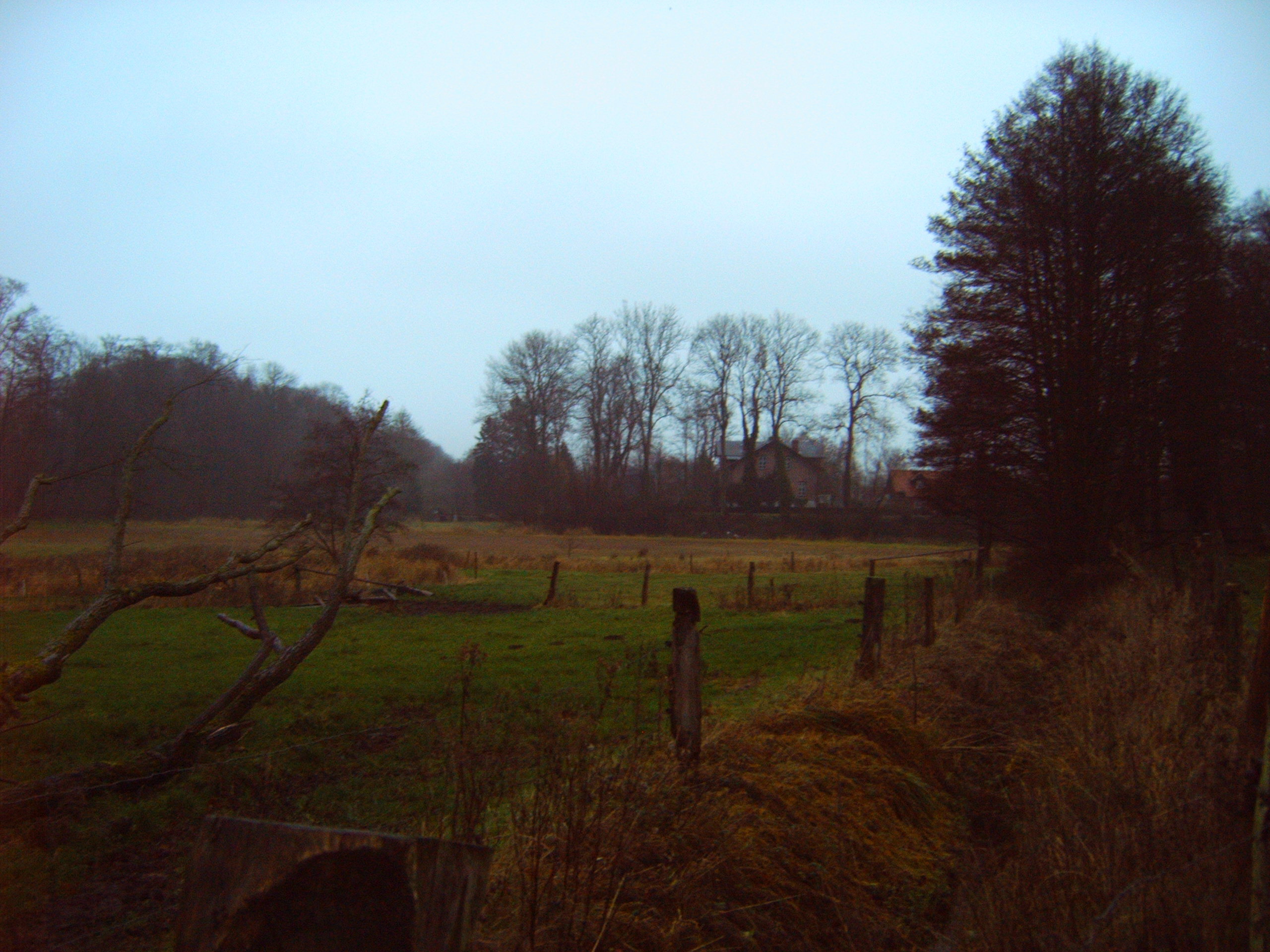
Das Areal der Rantzauer Papiermühle; im Hintergrund die zwei Wohnhäuser

Die Rantzauer Papiermühle war Bestandteil des im 16. Jahrhundert entstandenen Guts Rantzau im heutigen schleswig-holsteinischen Kreis Plön. Zweck des Baus war das Interesse am Export von Papier.
Die Papiermühle war ursprünglich über einen Fluss, die Kossau, gebaut. Zu ihr gehörten ein Bauernhof, ein Wohnhaus und ein Backhaus, die heute zum Teil bewohnt sind. Das gesamte Areal der Rantzauer Papiermühle umfasst ca. 30 Hektar Wald- und Weideflächen.

## Lage
Das Grundstück befindet sich heute an der Bundesstraße 430 zwischen Lütjenburg und Rantzau. Lediglich alte Grundrisse und drei verschiedene Wasserfälle, einer davon besaß vormals ein Wasserrad, erinnern noch an die alte Papiermühle.
Koordinaten: 54° 15′ 16,5″ N, 10° 32′ 5″ O

## Geschichte
Franz Rantzau gründete die Papiermühle in der Zeit zwischen 1604 und 1609 im Gutsbereich des Stammsitzes der zum altholsteinischen Adel gehörenden Familie Rantzau. Vorgängerbetrieb war eine Kupfermühle, ab 1609 ist die Papiermühle bezeugt. Bereits 1604 war  ein Pachtvertrag mit Matthias Wankelmoth (Wankelmuth) geschlossen worden. Dieser sollte für die noch zu errichtende Papiermühle 100 Lübische Mark und zwei Ries Papier bezahlen. Dieser Pachtvertrag wurde 1617 durch Gerd Rantzau erneuert, der das Gut für seinen Neffen als Vormund verwaltete. Aus diesem Jahr ist das einfache Wappen der Rantzau als Wasserzeichen überliefert.
Als weitere Papiermacher werden 1625 Ludwig Schorer und 1661 Christoph Jürgens genannt. Als Pacht sind 133 Reichstaler 16 Schilling zu entrichten sowie 8 Ries vom besten Papier und 2 Ries vom geringeren. In den folgenden Jahren wurden 12 Ries in die Kanzlei der gräflichen Herrschaft Rantzau nach Schloss Breitenburg und 2 Ries an der Hof Rantzau geliefert.
Ab 1730 wurde die Mühle in Erbpacht vergeben. Auf den Papiermacher Johann Matthias Borchert folgte 1751 dessen Sohn Johann Matthias Borchert. Dessen Witwe betrieb die Papiermühle ab 1771 weiter, bis sie 1777 in Konkurs geriet. Der nachfolgende Papiermacher Johann Joachim Enterlein starb 1782. Ein ausführlicher Bericht über die nachfolgende Nachlassauktion findet sich laut Wilhelm Hahn im Landesarchiv Schleswig-Holstein. Den Zuschlag erhielt der Papiermacher Johann Ernst Freyburg in Fuhlsbüttel bei Hamburg. Das Gut Rantzau war zwischenzeitlich an der sächsischen Generalleutnant Heinrich Christoph von Baudissin übergegangen. Ein Erbbaukontrakt mit Freyberg wurde am 18. August 1786 unterzeichnet. Das baudissinsche Wappen erschien 1786 als Wasserzeichen. 
Die Produktion der Papiermühle ging zu Beginn des 19. Jahrhunderts in Form von Büttenpapier an den Senat der Hansestadt Lübeck, an die Universität in Kiel und das Schleswiger Schloss sowie als Druckpapier an den Kieler Schulbuchdruckerei. Mitte des 19. Jahrhunderts kam die Handpapierproduktion zu einem Ende. Auch die nachfolgende Pappenherstellung wurde zwischen 1870 und 1880 eingestellt.